# Platz der Luftbrücke

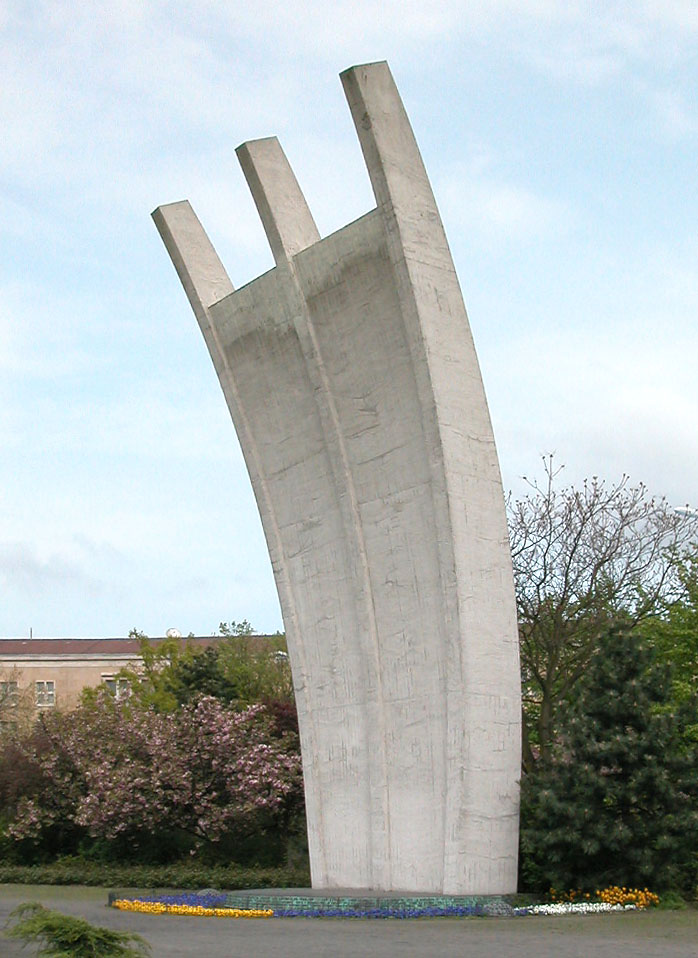
Monumentet Luftbrückendenkmal till minne av luftbron vid Platz der Luftbrücke i Berlin.

Platz der Luftbrücke är en plats och trafikknutpunkt i Berlin i anslutning till den före detta flygplatsen Berlin-Tempelhof.
Platz der Luftbrücke har fått sitt namn efter den luftbro (Luftbrücke) som skapades av västmakterna under ledning av USA under Berlinblockaden 1948. På platsen finns monumentet Luftbrückendenkmal till minne av Berlins luftbro. Tunnelbanestationen Platz der Luftbrücke på samma plats öppnades redan år 1926, då under namnet Kreuzberg.

## Angränsande gator
- Monumentenstrasse västerut
- Mehringdamm norrut
- Columbiadamm österut
- Tempelhofer Damm söderut